# Иданья-а-Велья
Иданья-а-Велья (порт. Idanha-a-Velha) — район (фрегезия) в Португалии, входит в округ Каштелу-Бранку. Является составной частью муниципалитета Иданья-а-Нова. По старому административному делению входил в провинцию Бейра-Байша. Входит в экономико-статистический субрегион Бейра-Интериор-Сул, который входит в Центральный регион. Население составляет 79 человек на 2001 год. Занимает площадь 20,98 км².

## История
Один из старейших городов Португалии, основанный римлянами в 16 году н. э., Иданья-а-Велья можно описать как «маленькую деревню с богатой историей». Иданья-а-Велья построена на месте города Эгитания, в котором было тысячи жителей. Город много раз захватывался и разграблялся, и его руины демонстрируют влияние разных периодов его истории: здания доисторического, кельтского, римского классического, вестготского, арабского, средневекового и португальского мануэлину.
Город известен как место рождения знаменитого вестготского Короля Вамба, а также римского папы Дамасия I.
В городе есть восстановленная церковь XVI века, «Собор», построенная на руинах времён свевов в четвертом веке — первый вестготский собор Пиренейского полуострова. Внутри собора хранится величайшая коллекция римской эпиграфики в Европе.
На деревенской площади также есть позорный столб XVII века. Рядом стоят руины a Torre das Templários, башни, построенной на руинах римского храма Венеры.